# 2-й Конгресс США
Второ́й Конгре́сс США — заседание Конгресса США, действовавшее в Зале Конгресса в Филадельфии с 4 марта 1791 года по 4 марта 1793 года в период третьего и четвёртого года президентства Джорджа Вашингтона. Обе палаты, состоящие из Сената и Палаты представителей, имели федералистское большинство.

## Важные события
- 4 марта 1791 года — Вермонт был признан 14-м штатом
- 5 апреля 1792 года — Президент Вашингтон впервые применил право вето, наложив его на законопроект о распределении представителей между штатами США
- 1 июня 1792 года — Кентукки был признан 15-м штатом
- 13 октября 1792 года — основание Вашингтона (округ Колумбия), начало строительства Белого дома

## Ключевые законы
- Закон о почтовой службе США (1792)
- Монетный акт США 1792 года (1792)
- Закон о распределении 1792 года (1792)
- Закон об освобождении должников из тюрем (1792)
- Закон о беглых рабах (1793)
- Закон о судебной системе 1793 года (1793)

## Членство

### Сенат
| Начало | 25 | 1 | 17 | 8  |
| Конец  | 30 | 0 | 17 | 13 |

### Палата представителей
| Период | Всего | Вакантно | Партии                | Партии                       |
| Период | Всего | Вакантно | Федералистская партия | Анти-административная партия |
| ------ | ----- | -------- | --------------------- | ---------------------------- |
| Начало | 64    | 1        | 36                    | 28                           |
| Конец  | 68    | 1        | 39                    | 29                           |